# Carmelo Romero Hernández
Carmelo Romero Hernández, né le 17 octobre 1958, est un fonctionnaire et homme politique espagnol membre du Parti populaire (PP).
Il est élu député de la circonscription de Huelva lors des élections générales de novembre 2011.

## Biographie

### Vie privée
Il est marié et père de deux filles.

### Profession
Il est titulaire d'une licence en droit. Il travaille comme fonctionnaire de la Junte d'Andalousie.

### Un jeune maire andalou
Il adhère au Parti populaire en 1992 et devient vice-secrétaire à la Politique municipale de la fédération de la province de Huelva. Il se porte candidat lors des élections municipales de mai 1995 dans sa ville natale pour le compte du parti conservateur. Remportant le soutien de 1 608 électeurs et de 46,94 % des suffrages exprimés, il obtient une majorité absolue de sept sièges sur les treize que comprend le conseil municipal. Il est logiquement élu maire de la ville, le 17 juin suivant, à l'âge de 36 ans. Il améliore successivement son score à chaque élection et conserve son fauteuil de maire ; obtenant 58,92 % des voix en juin 1999 et 59,03 % en mai 2003. En bénéficiant de l'appui de 3 035 électeurs et de 60,99 % des votes exprimés, il est le maire conservateur andalou le mieux élu lors du scrutin local de mai 2015. Grâce à la présence d'une industrie chimique et au développement de la culture de fraises, la ville bénéficie d'une bonne santé économique et d'un faible taux de chômage. Durant son mandat, Carmelo Romero met en place une large offre de prestations sociales excédant les compétences municipales comme le paiement de 40 % des frais d'inscription des étudiants, l'enseignement de l'anglais dans les garderies municipales ou un chèque bébé de 600 euros pouvant être dépensé dans les magasins locaux. Les services publics ont tous un taux de 1 euro.
Lors des élections andalouses de mars 2000, il est investi en cinquième position sur la liste présentée par le parti dans la circonscription autonomique de Huelva. Il est élu au Parlement d'Andalousie après que la liste a remporté 92 700 suffrages et cinq des douze sièges à pourvoir. Il siège alors à la commission de l'Emploi et du Développement technologique et vice-préside celle de l'Agriculture, de l'Élevage et de la Pêche.

### Député national
Il postule en troisième position sur la liste conduite par Fátima Báñez dans la circonscription de Huelva lors des élections générales de novembre 2011. Élu au Congrès des députés avec Báñez et Juan Carlos Lagares, il siège à la commission de l'Agriculture, de l'Alimentation et de l'Environnement, à la commission bicamérale chargée des Relations avec le Tribunal des comptes et à celle de l'Étude du changement climatique. Il est, en outre, premier secrétaire de la commission pour les Politiques d'intégration du handicap.
Il est remonté à la deuxième place à l'occasion des élections législatives de décembre 2015 et conserve son siège au palais des Cortes. Il est alors promu deuxième vice-président de la commission de l'Étude du changement climatique et intègre les commissions de l'Emploi et de la Sécurité sociale, et de l'Égalité. Candidat à un nouveau mandat lors du scrutin anticipé de juin 2016, il est réélu et conserve ses attributions parlementaires. Il abandonne cependant la commission de l'Égalité.